# Zespół przyrodniczo-krajobrazowy „Park w Reptach i dolina rzeki Dramy”
Zespół przyrodniczo-krajobrazowy „Park w Reptach i dolina rzeki Dramy” – zespół przyrodniczo-krajobrazowy znajdujący się na terenie powiatu tarnogórskiego w województwie śląskim. Obejmuje zabytkowy park w Reptach na terenie Tarnowskich Gór oraz przyległe tereny rolnicze, a także dolinę rzeki Dramy w gminie Zbrosławice. 
Zespół został utworzony uchwałą Nr 46/02 wojewody śląskiego z 11 lipca 2002 roku, natomiast sam park w Reptach miał już od 1966 roku park status zabytku. Obejmuje obszar 475,51 ha, z czego 233,63 ha na terenie Tarnowskich Gór, a 241,88 ha w gminie Zbrosławice.

## Historia
Park w Reptach (Park Repecki) założono w XIX wieku. W latach 1820–1945 właścicielami lasu była rodzina Henckel von Donnersmarck, która stworzyła tutaj park-zwierzyniec przeznaczony do polowań. W 1840 roku zbudowano zameczek myśliwski, a w latach 1893–1898 powstał okazały pałac. Cały park otoczono murem z kamienia wapiennego, którego fragmenty zachowały się do dziś. Donnersmarckowie prowadzili również przebudowę drzewostanu leśnego w park w stylu angielskim. Nasadzono około 10 000 nowych drzew, a teren sztucznie zmodyfikowano poprzez zwiezienie ziemi z okolicznych pól.
W 2002 roku utworzono zespół przyrodniczo-krajobrazowy w celu ochrony tych terenów.

## Rośliny
Zespół w Reptach to największe na Górnym Śląsku skupisko drzew pomnikowych. Około ⅔ całego lasu to drzewostany, które przekroczyły 100 lat. Przeważają buki, ale występują tam też kasztanowiec zwyczajny, olsza czarna, lipa szerokolistna, wiąz szypułkowy, modrzew polski i drzewa pochodzenia egzotycznego (głównie północnoamerykańskiego). Jest 13 rodzajów paproci, w tym 7 chronionych.

### Drzewa obcego pochodzenia

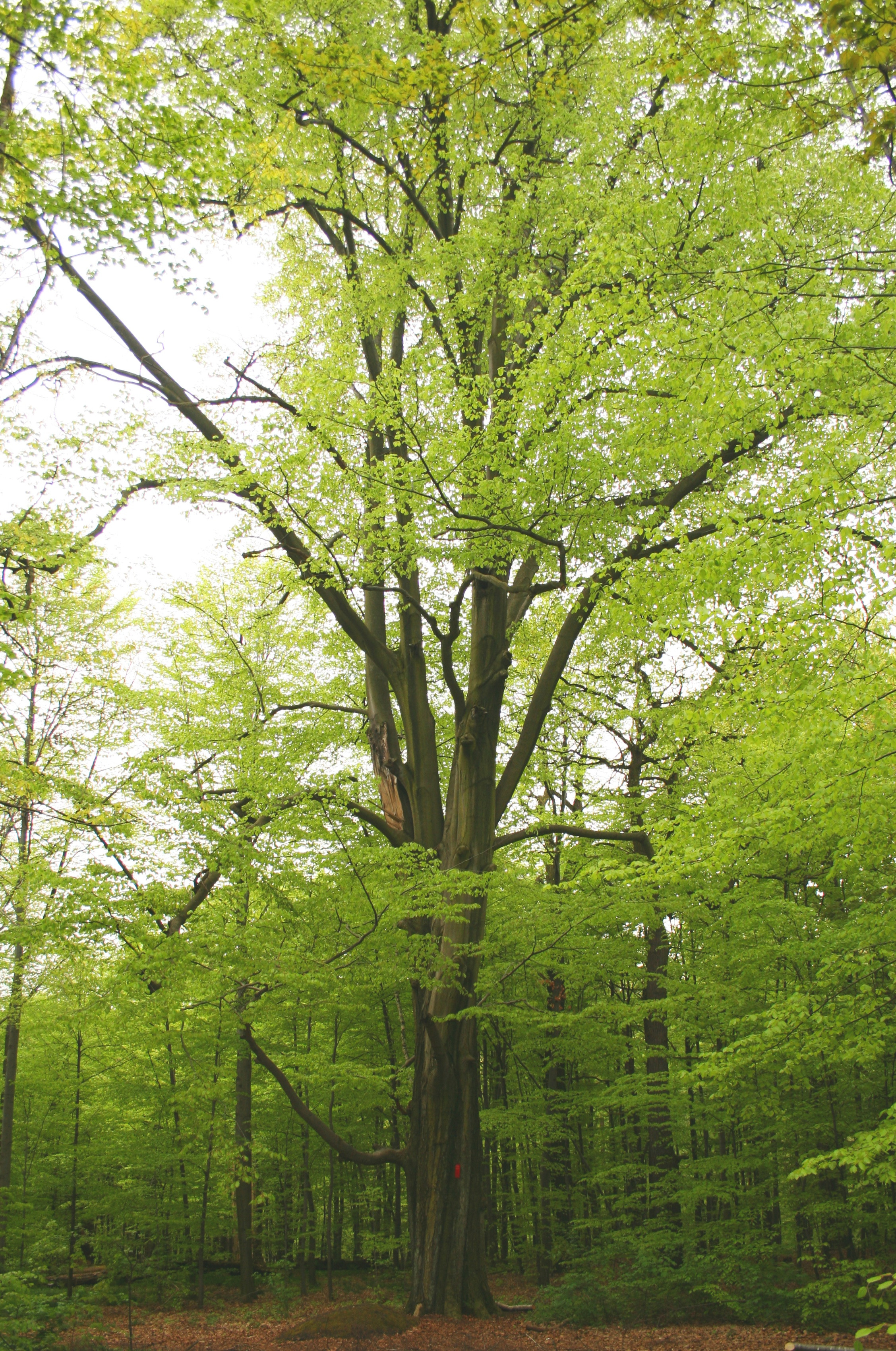
Buk o rozmiarach pomnikowych

#### Iglaste
- choina kanadyjska
- daglezja zielona
- cyprysik groszkowy
- sosna wejmutka

#### Liściaste
- klon pensylwański
- dąb węgierski
- kasztanowiec pospolity
- tulipanowiec amerykański
- czeremcha amerykańska

## Zwierzęta
Na terenie parku występuje dużo owadów (np. chrząszcze z rodzaju biegaczy), stosunkowo mało płazów i gadów (spotyka się ropuchy i żaby oraz jaszczurki), a wszechobecne są ptaki (np. gołębie grzywacze, wróblowate). Ssaki na terenie Parku: nietoperze, lisy, dziki i inne.

## Drama
Przez Park płaską doliną płynie rzeka Drama (odcinek zwany też Rowem Repeckim); wiosną jej brzegi porasta m.in. kokorycz pusta.

## Atrakcje i budynki na terenie Parku
- szyby Sztolni Czarnego Pstrąga: „Ewa” i „Sylwester”
- rzeka Drama i jej dopływy: Starotarnowicki Potok i Mikołuszka
- Salezjański Ośrodek Szkolno-Wychowawczy
- Górnośląskie Centrum Rehabilitacji „Repty”

## Galeria

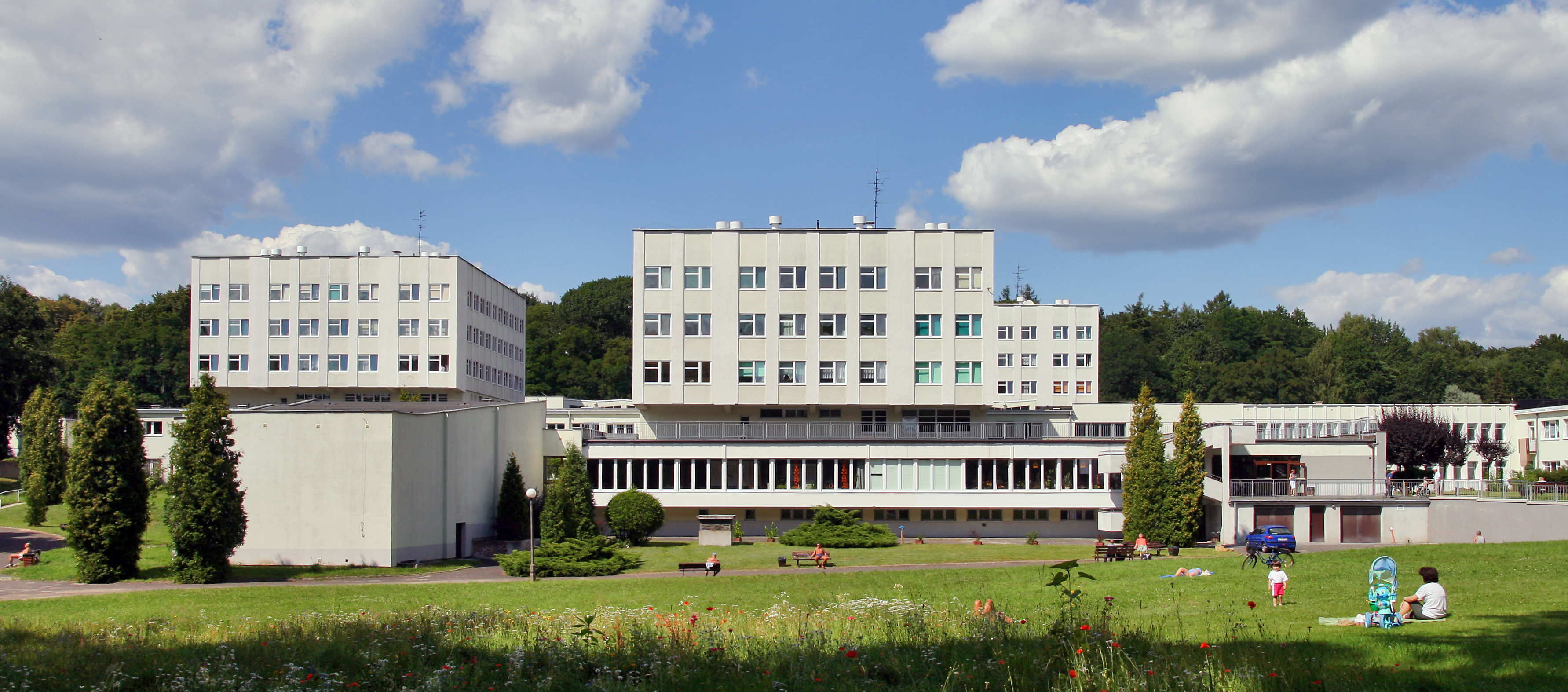
Górnośląskie Centrum Rehabilitacji „Repty”
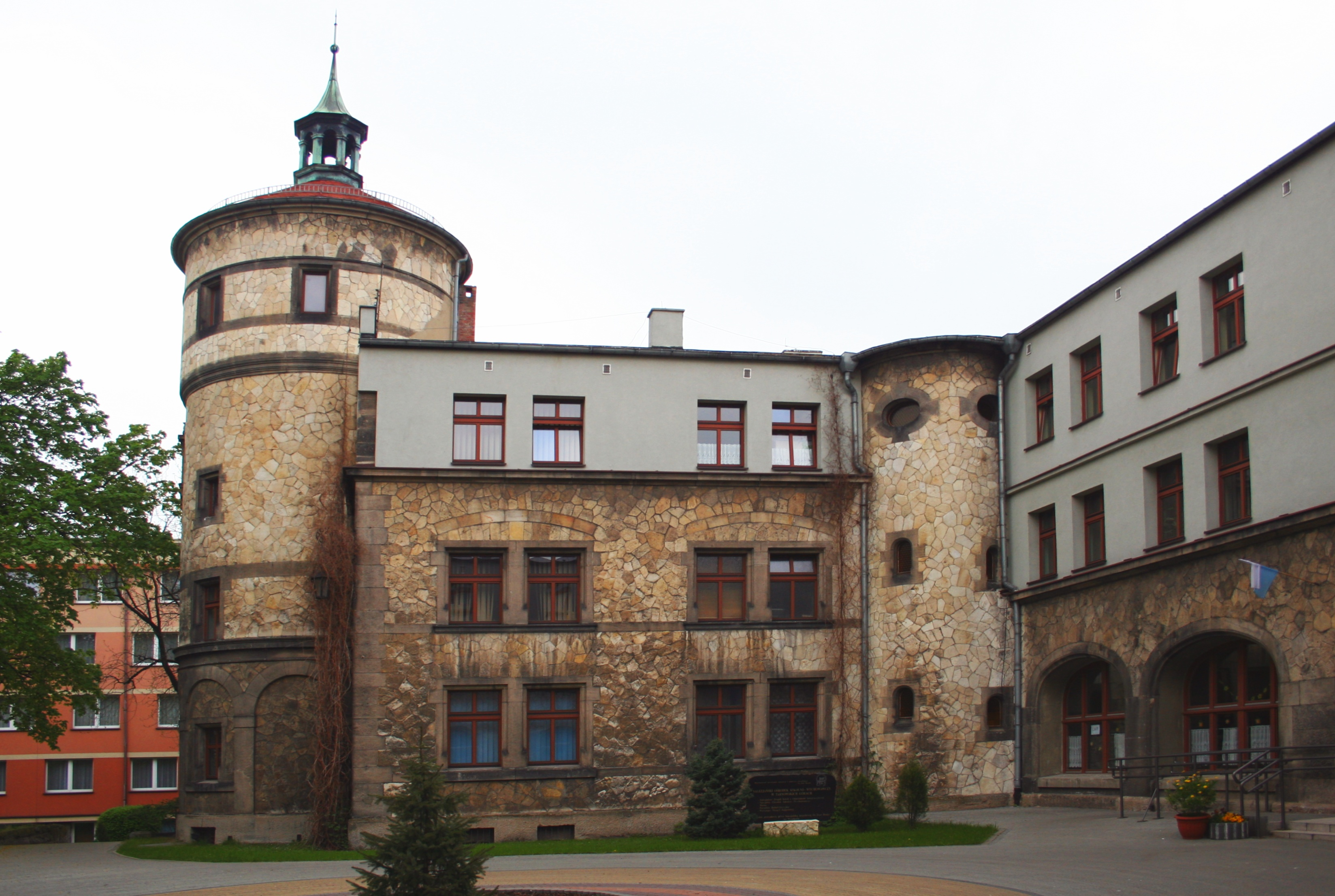
Salezjański Ośrodek Szkolno-Wychowawczy, pierwotnie pałacowa masztalnia
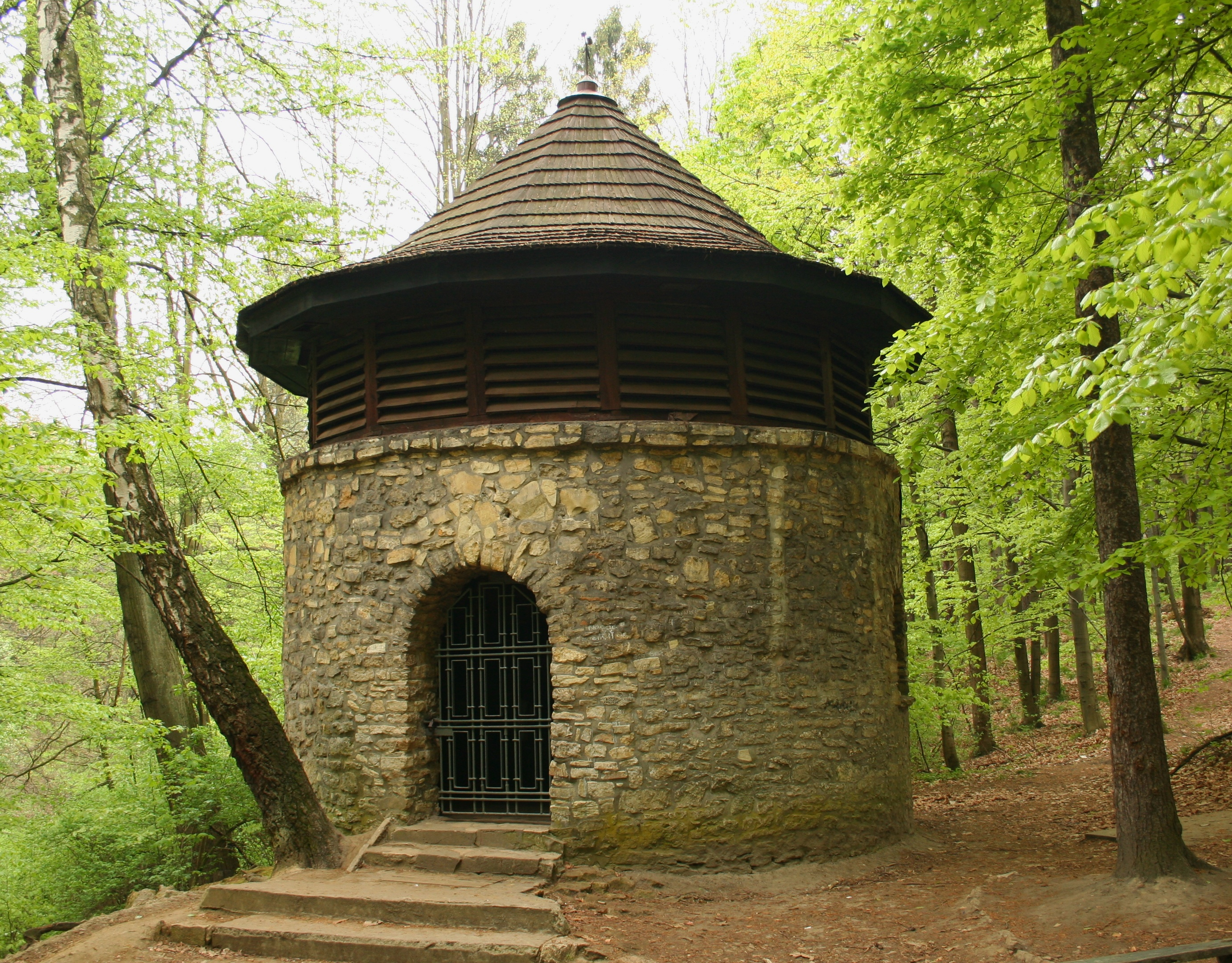
Szyb „Ewa” Sztolni Czarnego Pstrąga